# 壁画

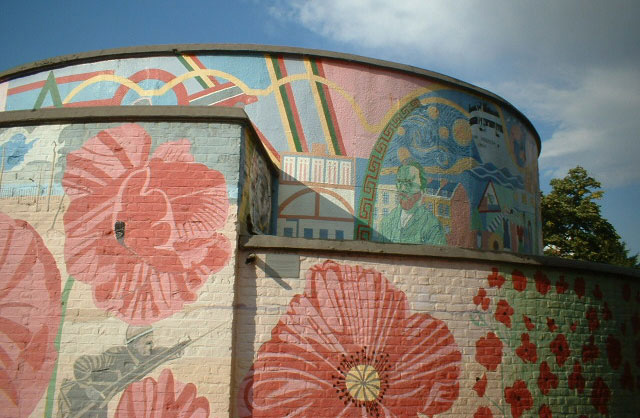
ロンドンの防空壕施設に描かれた壁画。近年は芸術家が地元の子供たちと共同制作することが多く、これもその一つ

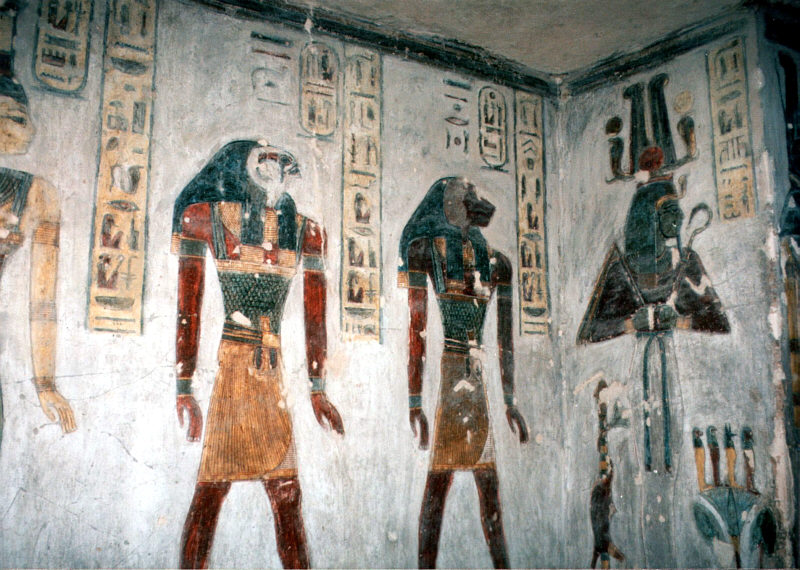
ルクソールのトトメス3世の王墓で見つかった壁画

壁画（へきが、英語：mural）は、建築物や洞窟の壁・天井などに描かれた絵画。
人類の最も古い絵画は、洞窟の凹凸を利用して描いた壁画（洞窟壁画）であり、人類が建物を作るようになって以後もその壁面に絵画が描かれるなど、絵画は居住空間や神聖な空間の壁と切り離せない存在だった。絵画は次第に洞窟や建物の壁面から離れ、独立した板や布（タブロー）に描かれるようになった。しかし、多くの人が同時に見ることができ、しかも空間全体を変容させて見る人を包み込む効果のある壁画・天井画は、今でも数多く制作されている。

## 古代から中世

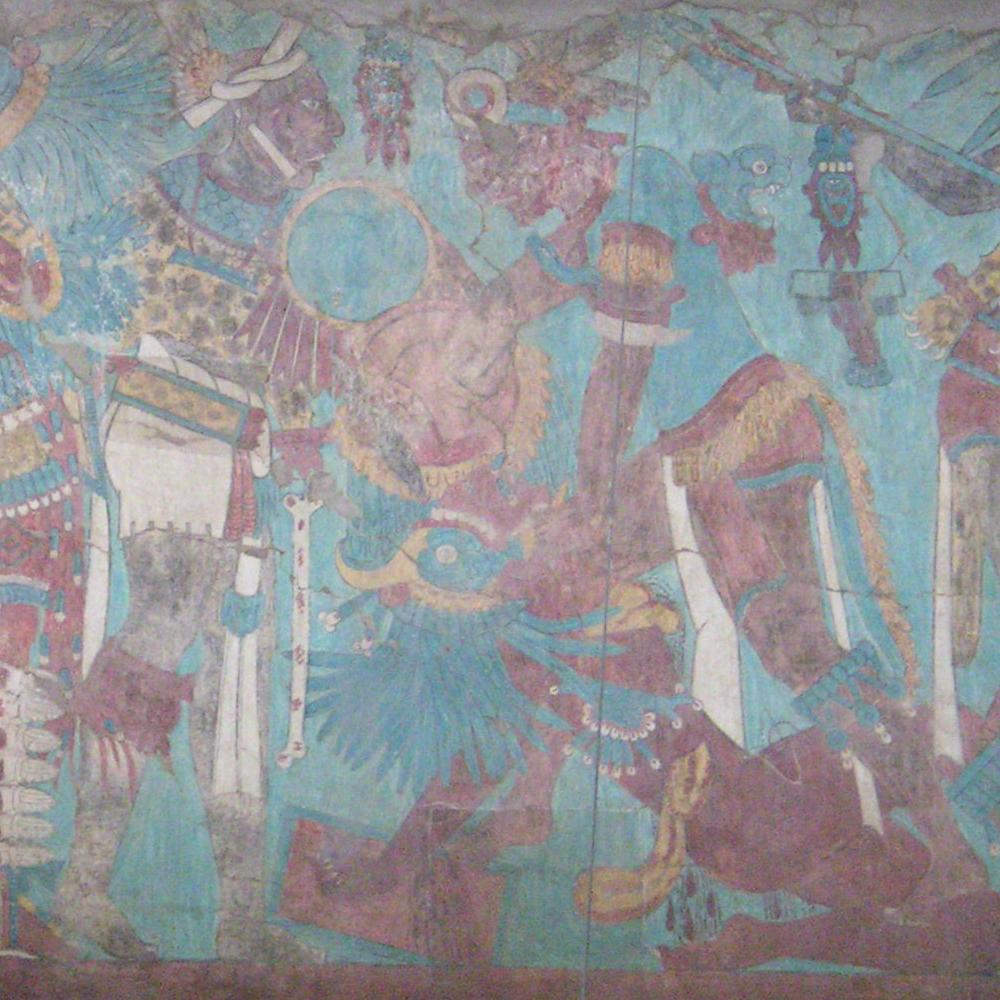
メキシコ、カカシュトラ遺跡の壁画、捕虜を捕らえた場面（後古典期はじめごろ）

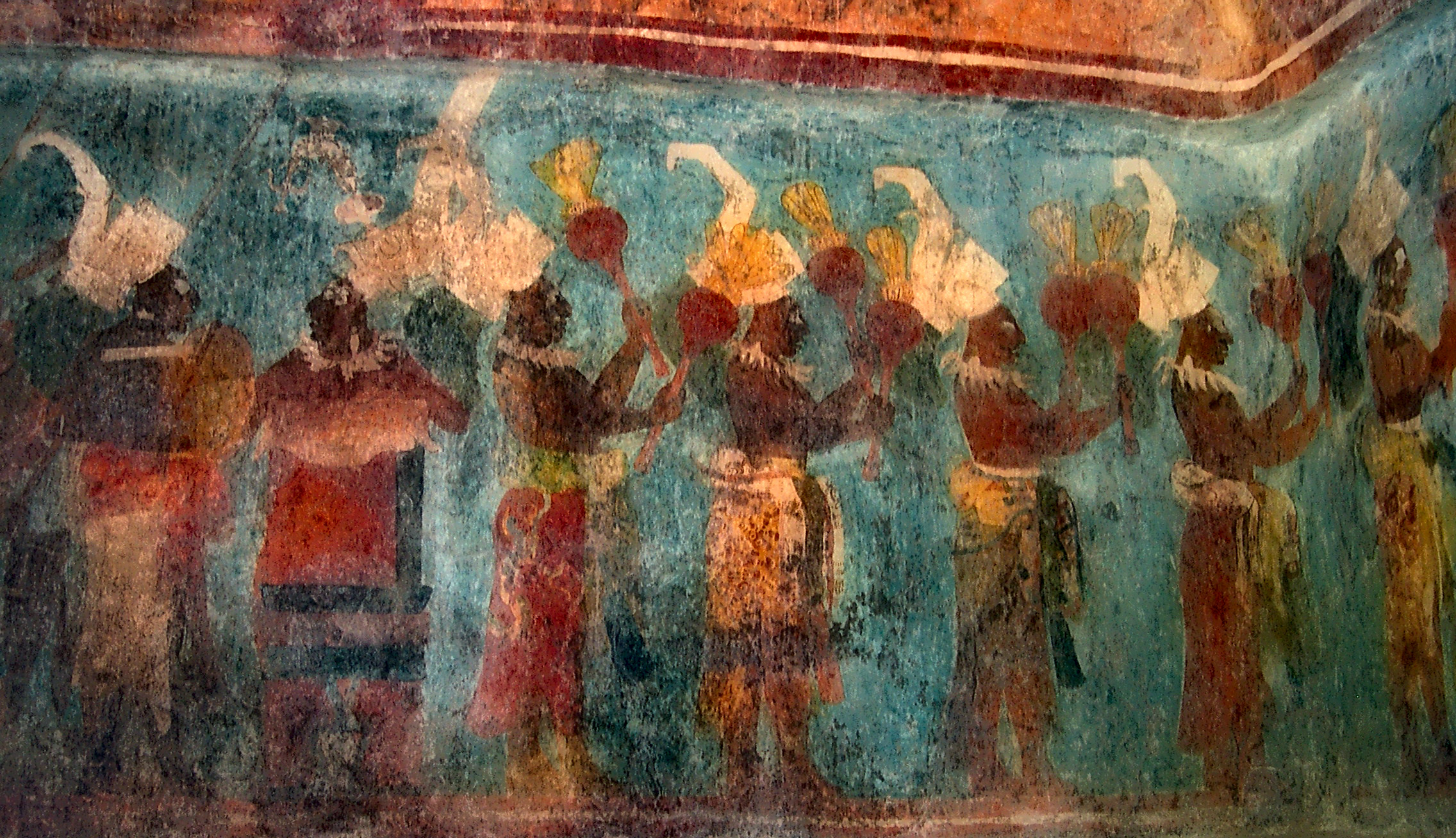
メキシコ、チアパス州のマヤ遺跡ボナンパックの壁画

壁画は世界中の遺跡から出土している。石器時代の洞窟の天井や側面に描かれた洞窟壁画は、現存する人類最古の絵画である。これら洞窟壁画はさまざまな色の土を顔料に使い、洞窟内の凹凸を利用して描かれ、おそらく祭祀などに使われたものと思われる。
歴史時代に入ると、墳墓や建物の壁面が絵で飾られるようになった。アジアではインドや中央アジアの石窟などに仏教壁画が描かれ、中国や朝鮮、そして日本の仏教美術に影響を与えた。初期の日本の古墳や寺院の壁画には高句麗などとの手法や技術の共通点も見られる。
西洋では古代エジプト・古代ギリシア・古代ローマの住居などの跡に壁画が見られる。特にサントリーニ島やポンペイ、ヘルクラネウムなど火山災害に襲われて瞬時に埋まった地域では建物の中から保存状態の良い壁画が発見されている。こうした西洋の壁画の技法は「フレスコ」と呼ばれるもので、後にキリスト教会などの壁画や天井画にも使われ、ペンキやスプレーが普及した21世紀でも壁画制作に使用されている。ミケランジェロの作であるバチカンのシスティーナ礼拝堂の『最後の審判』などは有名である。また、レオナルド・ダ・ヴィンチによるミラノのサンタ・マリア・デッレ・グラツィエ修道院の食堂の壁画『最後の晩餐』もこの時代の有名な壁画だが、これはテンペラ画であり、食堂という環境もあり劣化が早かった。
メソアメリカでは、チアパス州のボナンパック遺跡（古典期後期）と中央高原のカカシュトラ遺跡（後古典期前期）の壁画がよく知られている。アンデスでは、プレ・インカの時代からリマ文化やモチェ文化などの神殿のやわらかな日干し煉瓦（アドベ）の壁面に施された浮き彫りに彩色されている事例のほかにエル＝ブルーホ、パニャマルカなどで直接彩色した壁画が見られる。またモチェより後に北海岸で北方のヘケテペケ川中流域のバタン＝グランデを中心に10世紀ごろ繁栄したシカン文化のベンタナス神殿にも見られる。
古代の壁画は、遺跡や墳墓の発掘調査の進展と共に多く見つかるようになっているが、長年外気や湿気に触れなかった繊細な壁画はカビや光で痛む可能性があるため、どのように保護し、また観覧に供するかは今後の課題である。ラスコー洞窟は観覧者の吐く息の二酸化炭素や持ち込んだカビ類で洞窟壁画が傷み、閉鎖されているが、これは保存が間一髪で間に合った幸運な例である。

## 近代の壁画
近代の大衆社会になって、壁画は学のない人々にも主義主張を視覚的に伝える手法として重視された。労働運動、民族主義、紛争解決の祈りなどの主張のため、工業地帯や紛争地などにも壁画が描かれている。1910年以後、メキシコでは民衆にメキシコ人のアイデンティティーとメキシコ革命の主張を伝えるために壁画が多く描かれる様になった。この歴史上有名なメキシコ壁画運動にはディエゴ・リベラ、ダビッド・アルファロ・シケイロス、ホセ・クレメンテ・オロスコらの作家がいる。その他アメリカ合衆国でも大恐慌の際に連邦美術計画によって失業画家を雇って公共建築に壁画が描かれ、共産主義国では多くの政治的スローガンと共にプロパガンダ用の壁画が描かれた。

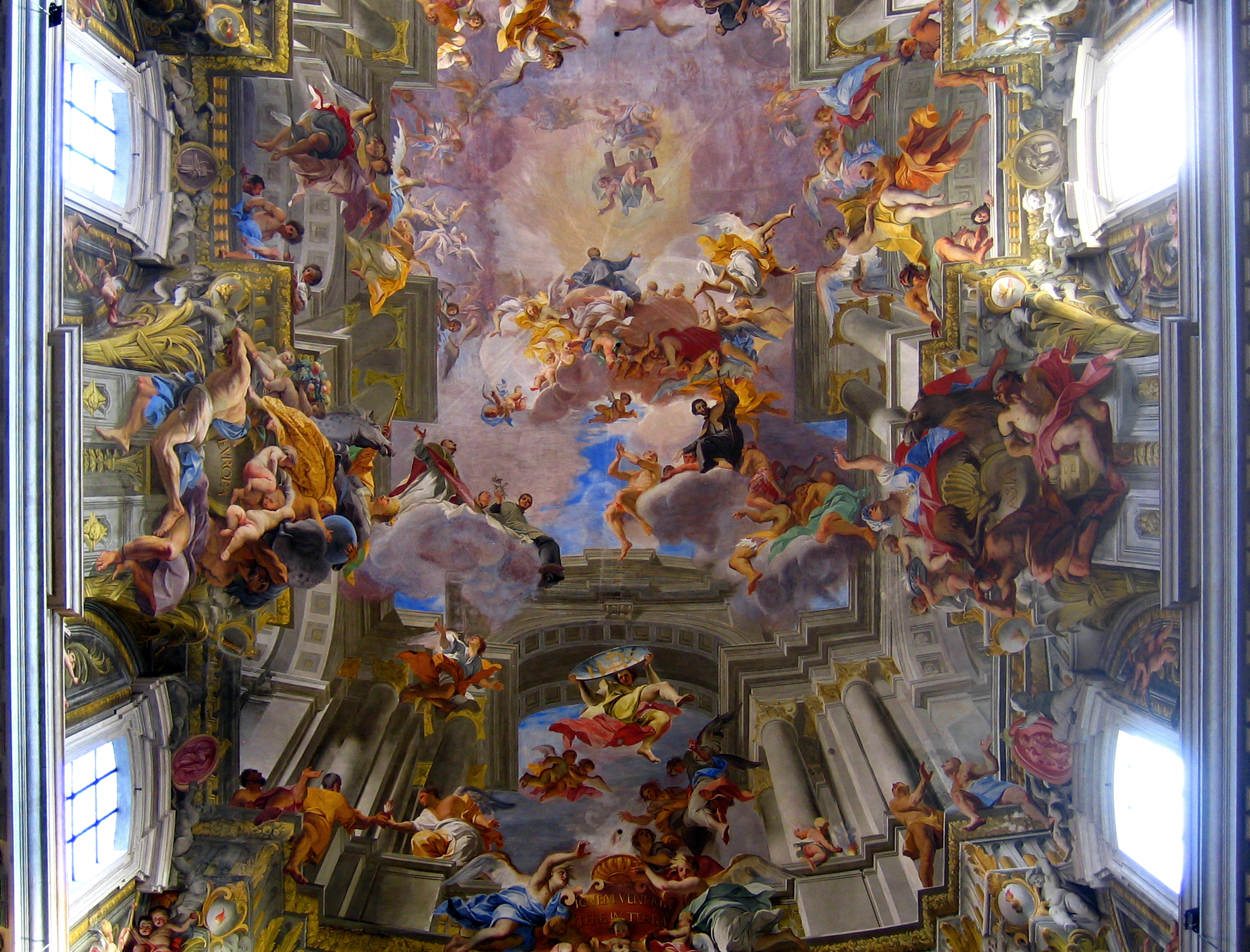
ローマのサン・イニャーツィオ教会のバロック天井画

北アイルランドは、1970年代以降、建物の多くにイギリスとの連合維持を求めるユニオニストやイギリスからの独立を求めるナショナリスト双方の主張を交えた政治的な壁画が描かれ、そのいくつかは紛争をあおるとして論議を呼んだり塗り替えられている。
1980年代以降世界中に広がったグラフィティ（落書き）は、建物などの所有者の承諾を得ない損壊行為となる。公共の場所や商店街への落書き防止や、地域共同体の結びつきを深めるために、学生を含めたみんなで壁画を作る運動もある。

## 壁画で知られる遺跡
- シーギリヤ（スリランカ）
- タッシリ・ナジェール（アルジェリア）

### 洞窟壁画の事例
- ラスコー洞窟（後期旧石器時代：フランスモンティニャック）
- アルタミラ洞窟（後期旧石器時代：スペインカンタブリア州）
- ショーヴェ洞窟（フランスアルデシュ県）
- フストラワカ洞窟（オルメカ：メキシコゲレーロ州）

### 古墳石室壁画の事例

#### 日本（装飾古墳）
- 王塚古墳（6世紀中頃：福岡県桂川町）
- 竹原古墳（6世紀後半：福岡県宮若市）
- チブサン古墳（6世紀：熊本県山鹿市）
- 虎塚古墳（7世紀前半：茨城県ひたちなか市）
- 梶山古墳（7世紀：鳥取県鳥取市）
- キトラ古墳（7世紀末 - 8世紀初頭：奈良県明日香村）
- 高松塚古墳（7世紀末 - 8世紀初頭：奈良県明日香村）

#### 日本以外
- 安岳3号古墳（4世紀中頃：北朝鮮北安南道安岳郡）
- 徳興里古墳（5世紀初頭：北朝鮮北安南道南浦市）
- 江西三墓古墳（6世紀末 - 7世紀初頭：北朝鮮北安南道南浦市）
- 陵山里古墳群（韓国扶余）

## 寺院壁画の事例

### 日本

#### 飛鳥時代
- 法隆寺若草伽藍（7世紀前葉か：奈良県斑鳩町）
- 法隆寺金堂壁画（7世紀末：同上）
- 山田寺跡（7世紀後葉：奈良県明日香村）
- 上淀廃寺金堂跡（7世紀後葉：鳥取県米子市）
- 日置前廃寺跡（7世紀後葉：滋賀県高島市）
- 山王廃寺跡（7世紀後葉：群馬県前橋市）

#### 奈良時代
- 栄山寺八角堂（奈良県五條市）
- 山崎院跡（8世紀前葉：京都府大山崎町）

#### 平安時代
- 室生寺金堂（奈良県宇陀市）
- 醍醐寺五重塔（京都市伏見区）
- 平等院鳳凰堂（京都府宇治市）
- 富貴寺大堂（阿弥陀堂）（大分県豊後高田市）
- 浄瑠璃寺三重塔（京都府木津川市）

#### 鎌倉時代
- 法界寺阿弥陀堂（京都市伏見区）

### 日本以外
- 敦煌莫高窟（4世紀後葉 - ：中国・敦煌）
- キジル千仏洞（中国・新疆ウイグル自治区）
- ベゼクリク千仏洞（中国・新疆ウイグル自治区）
- アジャンター石窟（5世紀 - 6世紀：インド）
- 弥勒寺跡（7世紀前半：韓国）
- 西腹寺（扶蘇山廃寺）跡（7世紀：韓国）